# Francisco de Assis Monteiro Breves
Francisco de Assis Monteiro Breves, primeiro e único barão de Louriçal (c. 1847 — Mar de Espanha, 27 de dezembro de 1894), foi um fazendeiro e comerciante de café brasileiro.
Filho do major José Joaquim Luís de Sousa Breves e D. Amélia Augusta Monteiro de Barros, foi agraciado barão em 17 de dezembro de 1881.